# Lasiopetaleae
Lasiopetaleae, tribus biljaka smješten u potporodicu Byttnerioideae, dio porodice sljezovki. Sastoji se od najmanje sedam rodova rasprostranjenih uglavnom po Australiji
Tipični rod je Lasiopetalum, oko 40 vrsta grmova u Australiji i Tasmaniji.

## Rodovi
1. Seringia J. Gay (19 spp.)
2. Commersonia J. R. Forst. & G. Forst. (30 spp.)
3. Androcalva C. F. Wilkins & Whitlock (33 spp.)
4. Maxwellia Baill. (1 sp.)
5. Hannafordia F. Muell. (4 spp.)
6. Guichenotia J. Gay (17 spp.)
7. Lysiosepalum F. Muell. (4 spp.)
8. Lasiopetalum Sm. (51 spp.)
9. Thomasia J. Gay (30 spp.)